# Anton Philips
Anton Frederik Philips (14. března 1874 Zaltbommel – 7. října 1951 Eindhoven) byl nizozemský podnikatel, spoluzakladatel firmy Philips (spolu se starším bratrem Gerardem Philipsem).
Jeho otec Frederik byl tabákovým průmyslníkem a bankéřem, bratrancem filozofa Karla Marxe. Právě on financoval rozjezd firmy svých synů Philips & Co, která se zrodila roku 1891 a zpočátku vyráběla žárovky s uhlíkovým vláknem. (Časem začala vyrábět elektronické výrobky široké škály). Anton stál u světového rozmachu firmy, když byl v letech 1922-1939 jejím výkonným ředitelem (CEO) (jeho bratr tuto funkci zastával v letech 1891–1922).
V Eindhovenu Anton sponzoroval řadu sociálních a vzdělávacích projektů, nejznámějším se však stala podpora fotbalovému klubu PSV Eindhoven, která trvá dodnes.
V anketě Největší Nizozemec z roku 2004 obsadil 17. místo.